# 費震
費震，江西波陽人，明朝政治人物。

## 生平
洪武初年，其担任吉水知州，为政惠民，后升往漢中知府。当时强盗盛行，其发仓贷民并规定秋收后再还仓，强盗听闻后纷纷归降。此外他还占宅自為保伍，保护当地民众。朱元璋听闻后嘉奖。后因事连坐被逮，但因其政绩被特赦，担任寶鈔提舉。洪武十一年，后升为戶部侍郎，后升为户部尚书，并制定丞相、御史大夫以下的俸禄规定。之后出任湖廣布政使，后因年迈辞职回乡。